# ريك بلوم
ريك بلوم (بالهولندية: Rick Plum)‏ (ولد في 12 يونيو 1973) هو لاعب كرة قدم هولندي متقاعد، كان يلعب كمدافع.